# Danh sách câu lạc bộ bóng đá ở Mayotte
Đây là danh sách không đầy đủ các câu lạc bộ bóng đá ở Mayotte.
Về danh sách đầy đủ, xem Thể loại:Câu lạc bộ bóng đá Mayotte

## A
- AS Neige de Malamani
- AS Sada
- ASC Abeilles
- ASC Kawéni

## F
- FC Labattoir
- FC Mtsapéré
- FCO de Tsingoni
- Foudre 2000 de Dzoumogné

## M
- Miracle du Sud (Bouéni)

## R
- Rosador de Passamainty

## U
- UCS Sada
- US Ouangani

Danh sách này không đầy đủ, bạn cũng có thể giúp mở rộng danh sách.
Bản mẫu:Bóng đá Mayotte